# ノルベルト・ジンガー
ノルベルト・ジンガー（ドイツ語: Norbert Singer、1939年11月16日 -  ）は、ドイツの自動車エンジニアである。
1939年11月16日、当時ドイツ国のズデーテン地方エーガー（現在のチェコ共和国カルロヴィ・ヴァリ州ヘプ）に生まれた。ルートヴィヒ・マクシミリアン大学ミュンヘン卒業後ポルシェに入社し、1969年に故障したポルシェ・917のトランスミッションクーラー改良を担当し、1970年のル・マン24時間レースにおいてポルシェ初となる総合優勝と、1971年の連覇に貢献した。その後ポルシェ・911をベースとするレーシングカー開発を担当、開発したポルシェ・935は1979年のル・マン24時間レースに優勝した。1981年ポルシェ・936/81、1982年から1985年までポルシェ・956が、1986年と1987年と1994年にはポルシェ・962が優勝しているが、ジンガー自身は1988年のル・マン24時間レースが終了した時点で量産車部門に異動した。その後レース部門に復帰しポルシェ・WSC95で1996年と1997年を、ポルシェ・911 GT1で1998年のル・マン24時間レースに優勝するなど耐久レースにおけるポルシェの黄金時代を築いた。
ポルシェを定年退職してからも3年顧問として残り、ポルシェ・911のレース活動を陰で支えた。2012年時点では国際自動車連盟とフランス西部自動車クラブのコンサルタントとして2014年向けのレギュレーション策定に協力している。